# 1 Syntagma Katadromon
Za druge 1. polke glejte 1. polk.
1 Syntagma Katadromon (dobesedno slovensko 1. komandoški polk; kratica 1 SKD) je specialna vojaška enota Helenske kopenske vojske.
Enota je zadolžena za izvajanje nekonvencionalnega bojevanje, daljinskega izvidništva in bojnega iskanja in reševanja. Velja za najboljšo specialno silo Grčije.

## Zgodovina
Polk je bil ustanovljen leta 1967 s preoblikovanjem, reorganizacijo in preimenovanjem 1. taktičnega komanda.

## Organizacija
- Štab
- Beta Mira Katadromon (BMK)
- Delta Mira Katadromon (DMK)
- Epsilon Mira Katadromon (EMK)